# Schwere Panzerjäger-Abteilung 653
Die schwere Panzerjäger-Abteilung 653 war ein militärischer Verband des Heeres der Wehrmacht im Zweiten Weltkrieg. Sie war die einzige Panzerjäger-Abteilung der Wehrmacht die erst mit dem Jagdpanzer Elefant und anschließend mit dem Jagdpanzer VI „Jagdtiger“ ausgestattet war. Sie gehörte den Heerestruppen an und wurde aufgrund ihrer Ausstattung an den Brennpunkten der Front eingesetzt.

## Jagdpanzer Elefant

### Aufstellung

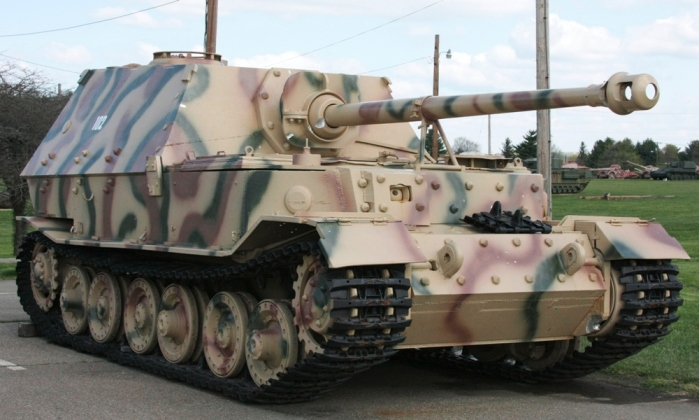
Jagdpanzer Elefant

Die schwere Panzerjäger-Abteilung 653 wurde im März 1943 aus der Sturmgeschütz-Abteilung 197 gebildet und mit 45 Panzerjäger Tiger (P) Elefant ausgestattet. Die Gliederung der Abteilung war folgende:

### Gliederung
Die Gliederung der Panzerjägerabteilungen wurde zentral geplant und wie folgt realisiert:
- Gefechtsstab
  - Gruppe Führer mit Befehlspanther, Befehlstiger, Fla-Vierling auf Panther, Funk-Schützenpanzerwagen (Funk-SPW) und Sanitäts-SPW
  - Gepäcktross

- Stabskompanie
  - Panzerjägerzug mit sechs Jagdpanzern Elefant und einem T-34 zum Munitionstransport
  - Erkundungszug mit SPW
  - Pionierzug
  - Panzer-Flugzeugabwehrzug mit drei Fla-Vierlingen auf Panzerfahrgestell
  - Nachrichtenzug
  - Kfz.-Instandsetzungsstaffel
  - Gefechtstross
  - Sanitätstrupp
  - Staffel für Verwaltung und Nachschub
  - Verpflegungstross
  - Gepäcktross

- 1. Panzerjägerkompanie
  - Gruppe Führer mit zwei Jagdpanzern Elefant
  - 1. Panzerjägerzug mit vier Jagdpanzern Elefant
  - 2. Panzerjägerzug mit vier Jagdpanzern Elefant
  - 3. Panzerjägerzug mit vier Jagdpanzern Elefant
  - Kfz. Instandsetzungsstaffel
  - Gefechtstross I mit Bergepanzer und zwei Munitionspanzern
  - Gefechtstross II
  - Gepäcktross

- 2. Panzerjägerkompanie
  - (gleiche Gliederung wie 1. Panzerjägerkompanie)

- 3. Panzerjägerkompanie
  - (gleiche Gliederung wie 1. Panzerjägerkompanie)

- Werkstattkompanie
  - Gruppe Führer
  - 1. Werkstattzug
  - 2. Werkstattzug
  - 3. Bergezug
  - Waffenmeisterei
  - Nachrichtengerätewerkstatt
  - Tross

### Einsatz 1943

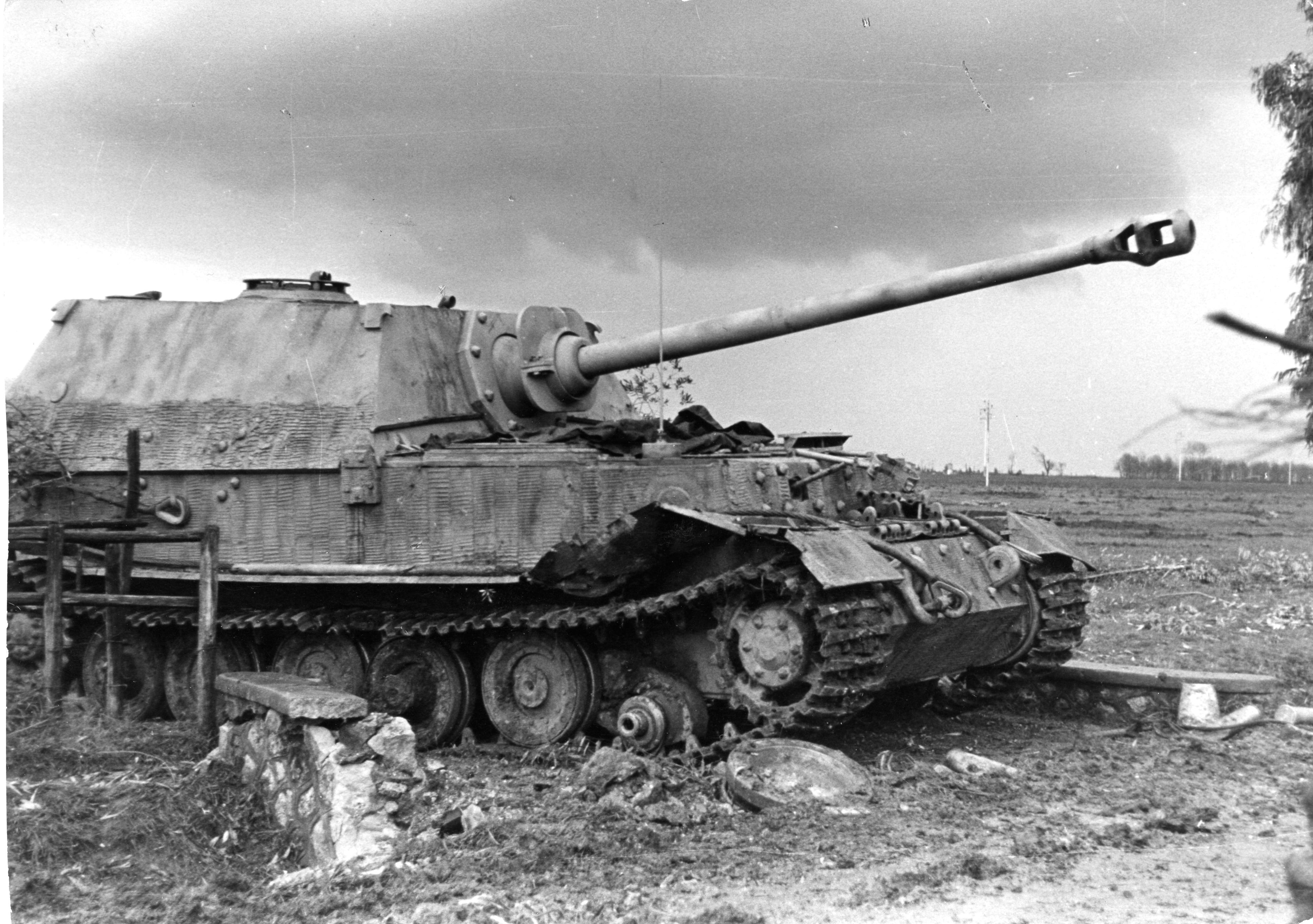
Beschädigter Jagdpanzer Elefant in Italien (1944)

Im Juni 1943 wurde die Schwere Panzerjägerabteilung 653 zusammen mit der Schweren Panzerjägerabteilung 654 an die Ostfront verlegt. Zusammen mit der Sturmpanzer-Abteilung 216 bildeten sie das Panzerjäger-Regiment 656. Während der Offensive im Kursker Bogen im Juli gehörte das Panzerjäger-Regiment 656 zum XXXXI. Panzerkorps der 9. Armee in der Heeresgruppe Mitte. In der Zeit vom 5. bis zum 27. Juli 1943 vernichtete die Abteilung 320 feindliche Panzerkampfwagen. Dagegen stand ein Verlust von 13 Jagdpanzern Elefant und 24 toten und vermissten Besatzungsmitgliedern. Die Abteilung verblieb weiterhin an der Ostfront und kämpfte gegen die sowjetische Offensive am Frontvorsprung bei Orel. Von September bis November führte sie (die Schwere Panzerjägerabteilung 654 gab ihre verbliebenen Fahrzeuge an die 653 ab und verlegte in das deutschbesetzte Frankreich zur Umrüstung auf Jagdpanther) Rückzugskämpfe bis in den Raum um den Brückenkopf Nikopol durch.
| Abschussstatistik November 1943 | Panzer | Jagdpanzer | Artilleriegeschütze | PaK |
| Abschüsse                       | 582    | 103        | 133                 | 344 |

Am 16. Dezember 1943 wurde das Panzerjäger-Regiment 656 aufgelöst und die Schwere Panzerjägerabteilung 653 kämpfte ab diesem Zeitpunkt als selbständige Heeresabteilung weiter.

### Einsatz 1944

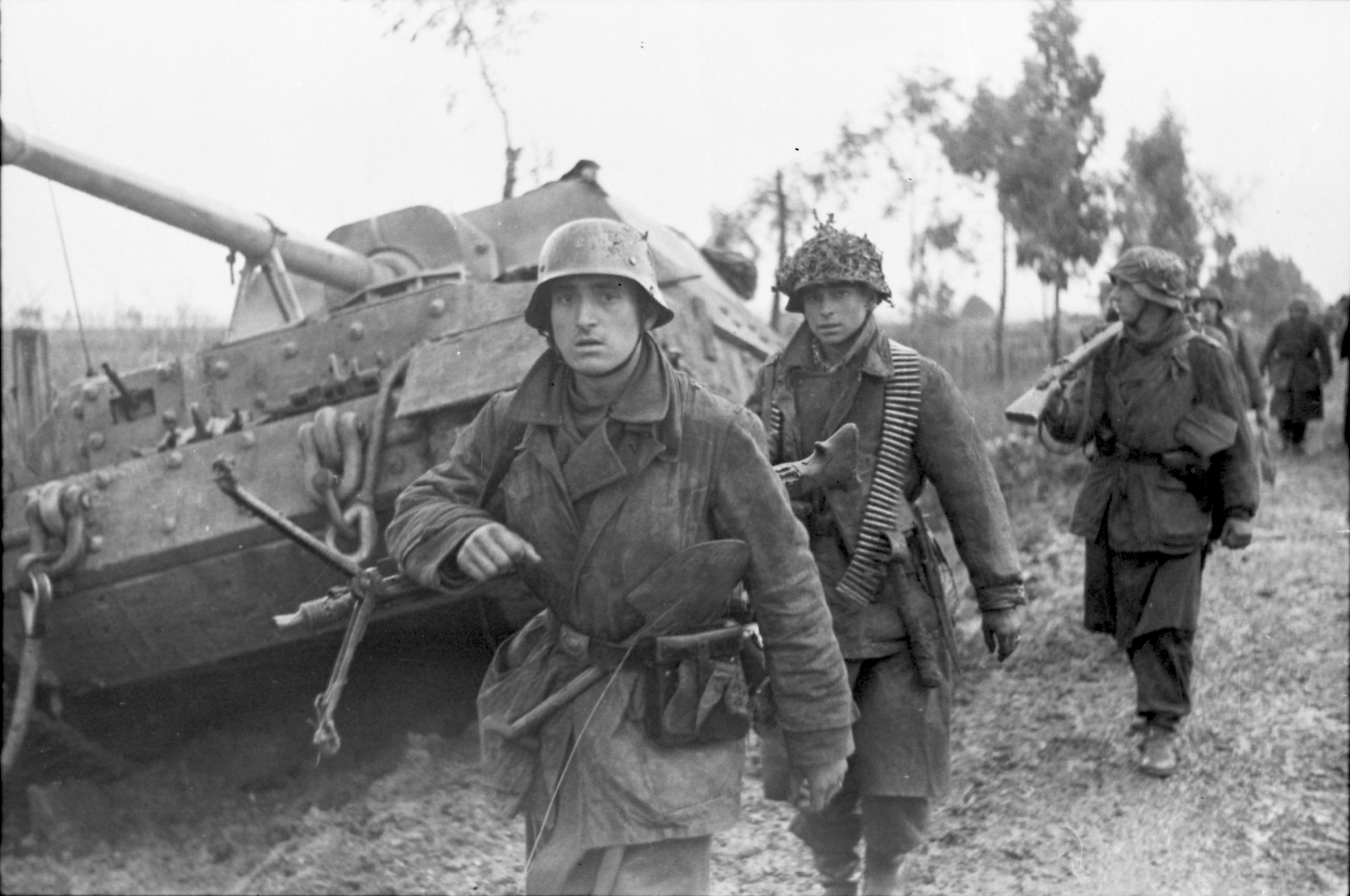
Jagdpanzer „Elefant“ bei Nettuno 1944

Zwischen Januar und März 1944 wurden alle noch verbliebenen Jagdpanzer Elefant zum Nibelungenwerk zur Instandsetzung zurückgeschickt. Im Februar wurde die 1./653 mit einem Werkstattzug nach Italien zum Anzio-Nettuno-Landungskopf entsandt. Am 25. Juni 1944 besaß die 1./653 nur noch zwei Jagdpanzer Elefant. Die meisten waren wegen des unwegsamen Geländes mechanischen Pannen zum Opfer gefallen. Nach der Überholung im Nibelungenwerk wurde bis auf die 1./653 die gesamte Panzerjäger-Abteilung 653 im April per Bahn an die Ostfront verlegt. Dort kämpfte sie im Rahmen der 1. Panzerarmee (Heeresgruppe Nordukraine) im Raum Tarnopol. Am 1. Juli hatte die schwere Panzerjäger-Abteilung 653 noch 34 Jagdpanzer Elefant. Nachdem ab 18. Juli 1944 die sowjetische Großoffensive losbrach, sank die Einsatzstärke auf weniger als Kompaniestärke. Die Kämpfe zogen sich bis zum 3. August 1944 hin, bis schließlich zwölf „überlebende“ Jagdpanzer Elefant von der Front zurückgezogen wurden. Alle waren reparaturbedürftig. Die beiden Elefant-Bergepanzer waren vernichtet worden. Inzwischen war auch die 1./653 aus Italien zur Abteilung zurückgekehrt, die nun mit der neuesten Waffe des Deutschen Reiches neu aufgestellt werden sollte.

## Jagdpanzer VI Jagdtiger

### Ausbildung

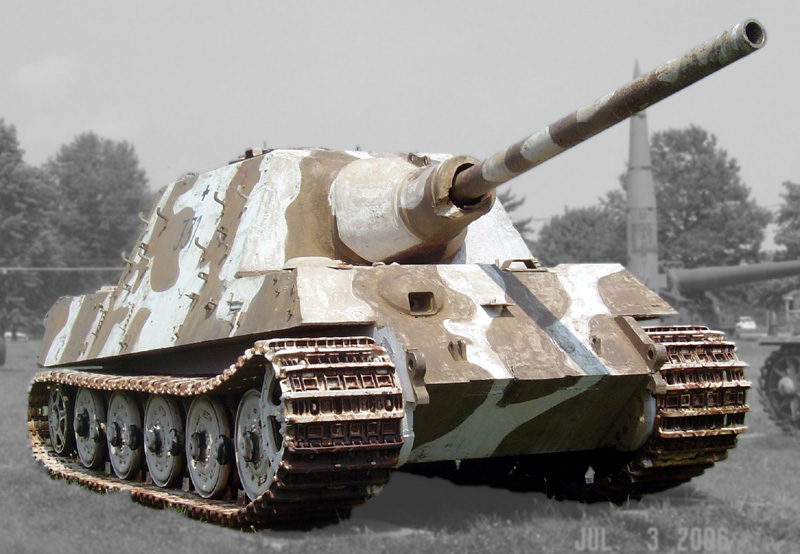
Jagdpanzer VI Jagdtiger

Am 9. September begann in Fallingbostel beim Panzerausbildungs- und Reservebataillon 500 die Ausbildung für den neuen Jagdpanzer VI Jagdtiger.

### Gliederung
(Quelle:)
| Schwere Panzerjägerabteilung 653 | Insgesamt | Offiziere | Beamte | Unteroffiziere | Mannschaften | Hilfswillige |
| personelle Sollstärke            | 925       | 28        | 5      | 261            | 618          | 13           |

| Schwere Panzerjägerabteilung 653 | Jagdpanzer VI Jagdtiger | Bergepanzer V Panther | SPW | Kräder | PKW | LKW | Zgkw. 1–5 t | Zgkw. 8–18 t | MG |
| materielle Sollstärke            | 45                      | 5                     | 10  | 20     | 39  | 121 | 8           | 13           | 68 |

- Gefechtsstab (Kommandeur Major Rudolf Grillenberger, Adjutant Oberleutnant Kurt Scherer, Ordonnanzoffizier Leutnant Hermann Knack)

- Stabskompanie (Führer Hauptmann Konnack)
  - Gruppe Führer mit drei SPW
  - Aufklärungszug mit sieben SPW
  - Erkunder und Pionierzug mit drei SPW
  - Fliegerabwehrzug mit drei Fla-Vierlingen auf SPW
  - Panzerfliegerabwehrzug mit acht Flak auf Panzerfahrgestell
  - Kfz.-Instandsetzungsstaffel
  - Gefechtstross
  - Sanitätstrupp
  - Staffel für Verwaltung und Nachschub
  - Verpflegungstross
  - Gepäcktross

- 1. Panzerjägerkompanie (Führer Oberleutnant Werner Haberland)
  - Gruppe Führer mit zwei Jagdpanzern VI Jagdtiger
  - 1. Panzerjägerzug mit vier Jagdpanzern VI Jagdtiger (Führer Leutnant Knippenberg)
  - 2. Panzerjägerzug mit vier Jagdpanzern VI Jagdtiger (Führer Oberfeldwebel Koss)
  - 3. Panzerjägerzug mit vier Jagdpanzern VI Jagdtiger (Führer Oberfeldwebel Kinnberger)
  - Kfz.-Instandsetzungsstaffel
  - Gefechtstross I mit Bergepanzer und zwei Munitionspanzern
  - Gefechtstross II
  - Gepäcktross

- 2. Panzerjägerkompanie (Führer Oberleutnant Robert Wiesenfarth)
  - Gruppe Führer mit zwei Jagdpanzern VI Jagdtiger
  - 1. Panzerjägerzug mit vier Jagdpanzern VI Jagdtiger (Führer Leutnant Braun)
  - 2. Panzerjägerzug mit vier Jagdpanzern VI Jagdtiger (Führer Leutnant Feineisen)
  - 3. Panzerjägerzug mit vier Jagdpanzern VI Jagdtiger (Führer Leutnant Zwack)
  - Kfz.-Instandsetzungsstaffel
  - Gefechtstross I mit Bergepanzer und zwei Munitionspanzern
  - Gefechtstross II
  - Gepäcktross

- 3. Panzerjägerkompanie (Oberleutnant Franz Kretschmer)
  - Gruppe Führer mit zwei Jagdpanzern VI Jagdtiger
  - 1. Panzerjägerzug mit vier Jagdpanzern VI Jagdtiger (Führer Oberfeldwebel Issler)
  - 2. Panzerjägerzug mit vier Jagdpanzern VI Jagdtiger (Führer Oberfeldwebel Schwarz)
  - 3. Panzerjägerzug mit vier Jagdpanzern VI Jagdtiger (Führer Leutnant Goeggerle)
  - Kfz.-Instandsetzungsstaffel
  - Gefechtstross I mit Bergepanzer und zwei Munitionspanzern
  - Gefechtstross II
  - Gepäcktross

- Versorgungskompanie (Führer Hauptmann Helmut Ulbricht)
  - Gruppe Führer
  - Sanitätsstaffel
  - Instandsetzungsstaffel
  - Panzerinstandsetzungsgruppen
  - Bergestaffel mit vier Bergepanther
  - Betriebsstoffstaffel
  - Munitionsstaffel
  - Verwaltungsstaffel

- Werkstattkompanie (Oberleutnant Dipl.-Ing. Karl Schulte)
  - Gruppe Führer
  - 1. Werkstattzug
  - 2. Werkstattzug
  - 3. Bergezug
  - Waffenmeisterei
  - Nachrichtengerätewerkstatt
  - Tross

### Einsatz 1944

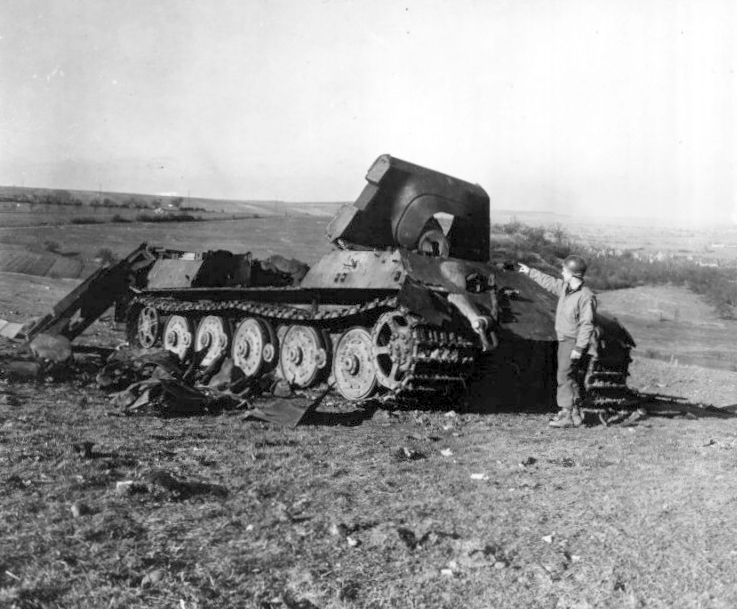
Von der US-Armee im Januar 1945 zerstörter Jagdtiger, bei Rimlingen in Lothringen

Im Oktober 1944 (die Abteilung befand sich inzwischen in Döllersheim) trafen die ersten zwölf fabrikneuen Jagdpanzer VI Jagdtiger bei der Abteilung ein. Die Ausbildung wurde fortgesetzt, wobei Soldaten der Abteilung direkt im Nibelungenwerk (dem Herstellerwerk) mitarbeiteten, um sich mit den Jagdpanzern vertraut zu machen. Weitere sieben Jagdpanzer wurden im November zugewiesen. Im Dezember verlegte die Abteilung mit 16 Jagdpanzern an die Westfront, um am deutschen Angriff in den Ardennen teilzunehmen. Der ungünstige Verlauf der Offensive verhinderte einen Einsatz der Abteilung, die stattdessen nun am Unternehmen Nordwind teilnehmen sollte.

### Einsatz 1945
Ab 4. Januar 1945 nahmen die ersten drei Jagdpanzer an Angriffen teil. Am 9. Januar wurde der erste Jagdtiger durch einen amerikanischen Bazooka-Schützen zerstört. Alle sechs Insassen wurden getötet. Schon nach den ersten Einsätzen stellte sich eine hohe mechanische Störanfälligkeit der Jagdpanzer heraus, die die Einsatzstärke auf wenige Fahrzeuge beschränkte. Bis zum Ende des Monats wurden noch kleinere Angriffe gegen Bunker in der Nähe von Auenheim durchgeführt.
| Jagdpanzer VI Jagdtiger | 4. Januar | 5. Februar | 4. März | 30. März | 3. April | 14. April | 26. April |
| vorhanden               | 7         | 41         | 39      | 28       | 23       | 17        | 14        |
| einsatzbereit           | 6         | 22         | 31      | 6        | 1        | 10        | 1         |
| in Instandsetzung       | 1         | 19         | 8       | 22       | 22       | 7         | 13        |

Anfang Februar wurde die Abteilung in das Gebiet Hagenauer Forst/Weißenburg verlegt und blieb dort in Bereitschaft. Am 15. März setzten französische Truppen zum Angriff über die Moder an, die nach zweitägigen Kämpfen überquert wurde. Die Abteilung führte wiederholt Gegenangriffe durch. Durch Raketenangriffe aus der Luft und durch Artillerie wurden bis Ende des Monats neun Jagdpanzer so schwer beschädigt, dass sie gesprengt werden mussten. Der Kommandeur Major Rudolf Grillenberger (* 21. März 1914) wurde nach NS-Sprachgebrauch wegen taktischen Versagens zum Leutnant  z. V. degradiert. Neuer Kommandeur wurde Major Rolf Fromme. Im April führte die Abteilung Rückzugskämpfe über Nordheim–Ludwigsburg–Crailsheim–Nürnberg durch. Danach zog sich die Abteilung kämpfend in Richtung München–Salzburg zurück. Am 5. Mai ergaben sich Teile den amerikanischen Truppen in Strengberg in Österreich. Der Rest kapitulierte am 8. Mai 1945.

### Fazit
Ca. 30 % der Jagdtiger gingen durch feindliches Feuer verloren. Die übrigen wurden entweder gesprengt oder wegen mechanischer Pannen zurückgelassen. In den vier Einsatzmonaten konnte die Abteilung über 200 alliierte Panzer und Fahrzeuge vernichten.

## Trivia
Die Schwere Panzerjäger-Abteilung 653 hatte im Laufe ihres Bestehens mehrere Kuriositäten als Feldumbauten oder Einzelstücke in ihrem Bestand. So wurde der einzige im Feld eingesetzte VK 45.01 (P) von der Abteilung als Befehlspanzer 003 geführt. Des Weiteren gab es Feldumbauten mit einer 2-cm-Flak-Vierling 38 auf T-34-Fahrgestell, einer 2-cm-Flak-Vierling 38 auf einem Panther-Fahrgestell und ein zum Befehlspanzer umgebauten Bergepanther mit einem Turm eines Panzerkampfwagen IV (H).